# Nisída Panagiá
Nisída Panagiá är en ö i Grekland.   Den ligger i prefekturen Nomós Kerkýras och regionen Joniska öarna, i den västra delen av landet, 300 km väster om huvudstaden Aten.
Terrängen på Nisída Panagiá är platt.